# Châtres (Aube)
Ne doit pas être confondu avec La Châtre.
Pour les articles homonymes, voir Châtres.
Châtres est une commune française, située dans le département de l'Aube en région Grand Est.

## Géographie
| Clesles Marne                | Saint-Oulph             | Méry-sur-Seine |
| Maizières-la-Grande-Paroisse | Châtres                 |                |
| Origny-le-Sec                | Orvilliers-Saint-Julien | Mesgrigny      |

Sur un cadastre du début du XIXe siècle, sont cités : Bailly, Champ-Rocard, le Doyer, Longeville, le Mez et le prieuré de Saint-Pierre-au-Prés.

### Hydrographie

#### Réseau hydrographique
La commune est dans la région hydrographique « la Seine de sa source au confluent de l'Oise (exclu) » au sein du bassin Seine-Normandie. Elle est drainée par le ruisseau des Moulins de Poussey, le Fossé 01 du Rondeau, la noue de Ferloup et la rivière du Moulin,.
Le ruisseau des Moulins de Poussey, d'une longueur de 10 km, prend sa source dans la commune de Mesgrigny et se jette  dans la Seine à Maizières-la-Grande-Paroisse, après avoir traversé quatre communes.

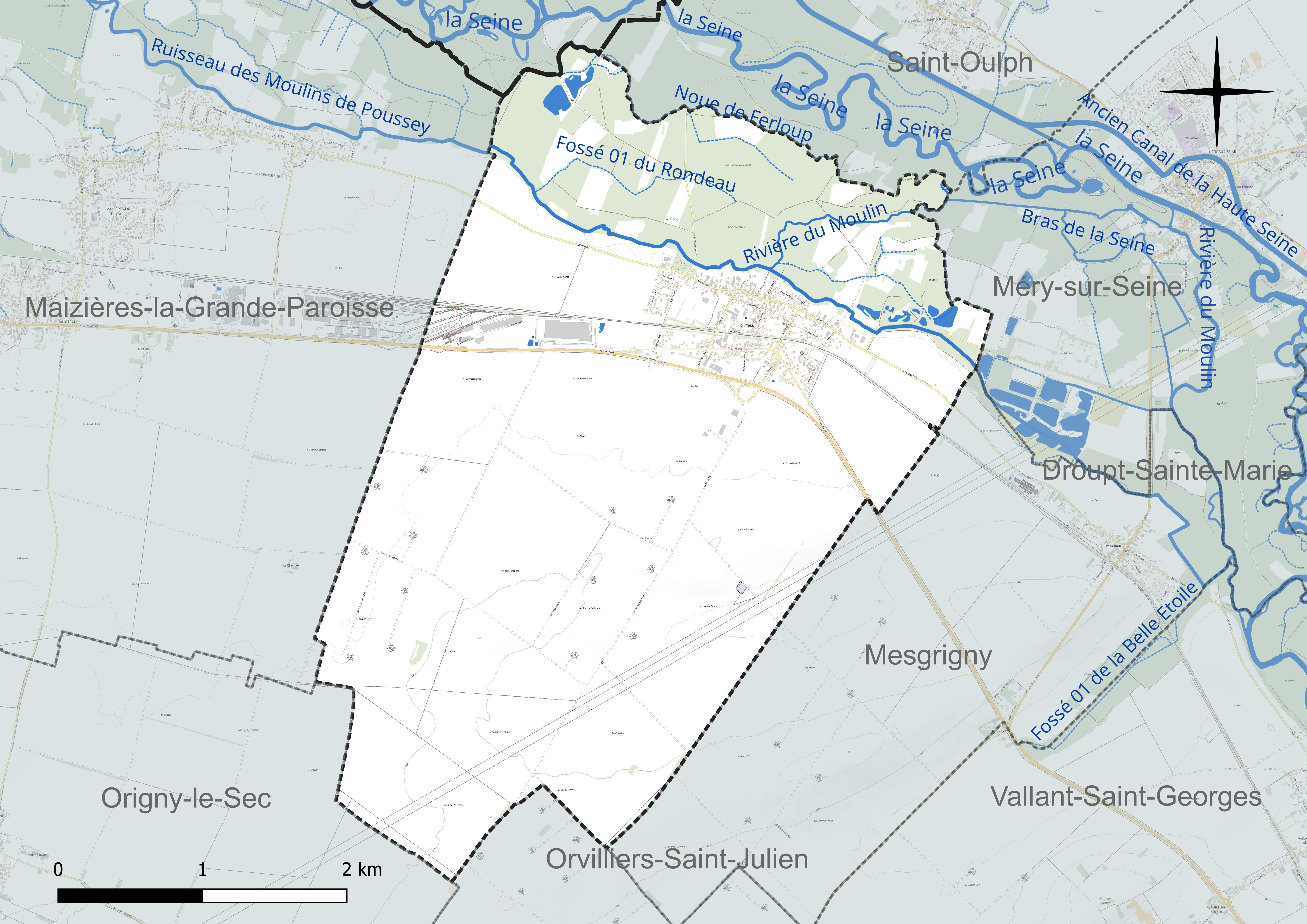
Réseau hydrographique de Châtres.

#### Gestion et qualité des eaux
Le territoire communal est couvert par le schéma d'aménagement et de gestion des eaux (SAGE) « Bassée Voulzie ». Ce document de planification concerne le territoire du bassin versant de l'Armançon qui s’étend sur 1 710 km2 et se répartit sur trois départements (l'Aube, l'Yonne et la Marne). Le périmètre a été arrêté le 2 septembre 2016, le diagnostic a été validé le 29 novembre 2022. La structure porteuse de l'élaboration et de la mise en œuvre est le Syndicat mixte ouvert de l’eau potable, de l’assainissement collectif, de l’assainissement non collectif, des milieux aquatiques et de la démoustication (SDDEA), dont le siège est à Troyes.
La qualité des cours d’eau peut être consultée sur un site dédié géré par les agences de l’eau et l’Agence française pour la biodiversité.

### Climat
Pour des articles plus généraux, voir Climat du Grand Est et Climat de l'Aube.
En 2010, le climat de la commune est de type climat océanique dégradé des plaines du Centre et du Nord, selon une étude du Centre national de la recherche scientifique s'appuyant sur une série de données couvrant la période 1971-2000. En 2020, Météo-France publie une typologie des climats de la France métropolitaine dans laquelle la commune est exposée à un climat océanique altéré et est dans la région climatique Nord-est du bassin Parisien, caractérisée par un ensoleillement médiocre, une pluviométrie moyenne régulièrement répartie au cours de l’année et un hiver froid (3 °C).
Pour la période 1971-2000, la température annuelle moyenne est de 10,6 °C, avec une amplitude thermique annuelle de 15,9 °C. Le cumul annuel moyen de précipitations est de 662 mm, avec 11,4 jours de précipitations en janvier et 7,4 jours en juillet. Pour la période 1991-2020, la température moyenne annuelle observée sur la station météorologique de Météo-France la plus proche, « Romilly », sur la commune de Romilly-sur-Seine à 9 km à vol d'oiseau, est de 11,2 °C et le cumul annuel moyen de précipitations est de 619,5 mm. 
La température maximale relevée sur cette station est de 42,3 °C, atteinte le 25 juillet 2019 ; la température minimale est de −25,2 °C, atteinte le 6 janvier 1971,,.
Les paramètres climatiques de la commune ont été estimés pour le milieu du siècle (2041-2070) selon différents scénarios d'émission de gaz à effet de serre à partir des nouvelles projections climatiques de référence DRIAS-2020. Ils sont consultables sur un site dédié publié par Météo-France en novembre 2022.

## Urbanisme

### Typologie
Au 1er janvier 2024, Châtres est catégorisée commune rurale à habitat dispersé, selon la nouvelle grille communale de densité à 7 niveaux définie par l'Insee en 2022.
Elle est située hors unité urbaine. Par ailleurs la commune fait partie de l'aire d'attraction de Troyes, dont elle est une commune de la couronne,. Cette aire, qui regroupe 209 communes, est catégorisée dans les aires de 200 000 à moins de 700 000 habitants,.

### Occupation des sols
L'occupation des sols de la commune, telle qu'elle ressort de la base de données européenne d’occupation biophysique des sols Corine Land Cover (CLC), est marquée par l'importance des territoires agricoles (73,9 % en 2018), en diminution par rapport à 1990 (74,8 %). La répartition détaillée en 2018 est la suivante : 
terres arables (73,6 %), forêts (18,4 %), zones urbanisées (6,6 %), zones industrielles ou commerciales et réseaux de communication (1,1 %), zones agricoles hétérogènes (0,3 %). L'évolution de l’occupation des sols de la commune et de ses infrastructures peut être observée sur les différentes représentations cartographiques du territoire : la carte de Cassini (XVIIIe siècle), la carte d'état-major (1820-1866) et les cartes ou photos aériennes de l'IGN pour la période actuelle (1950 à aujourd'hui).

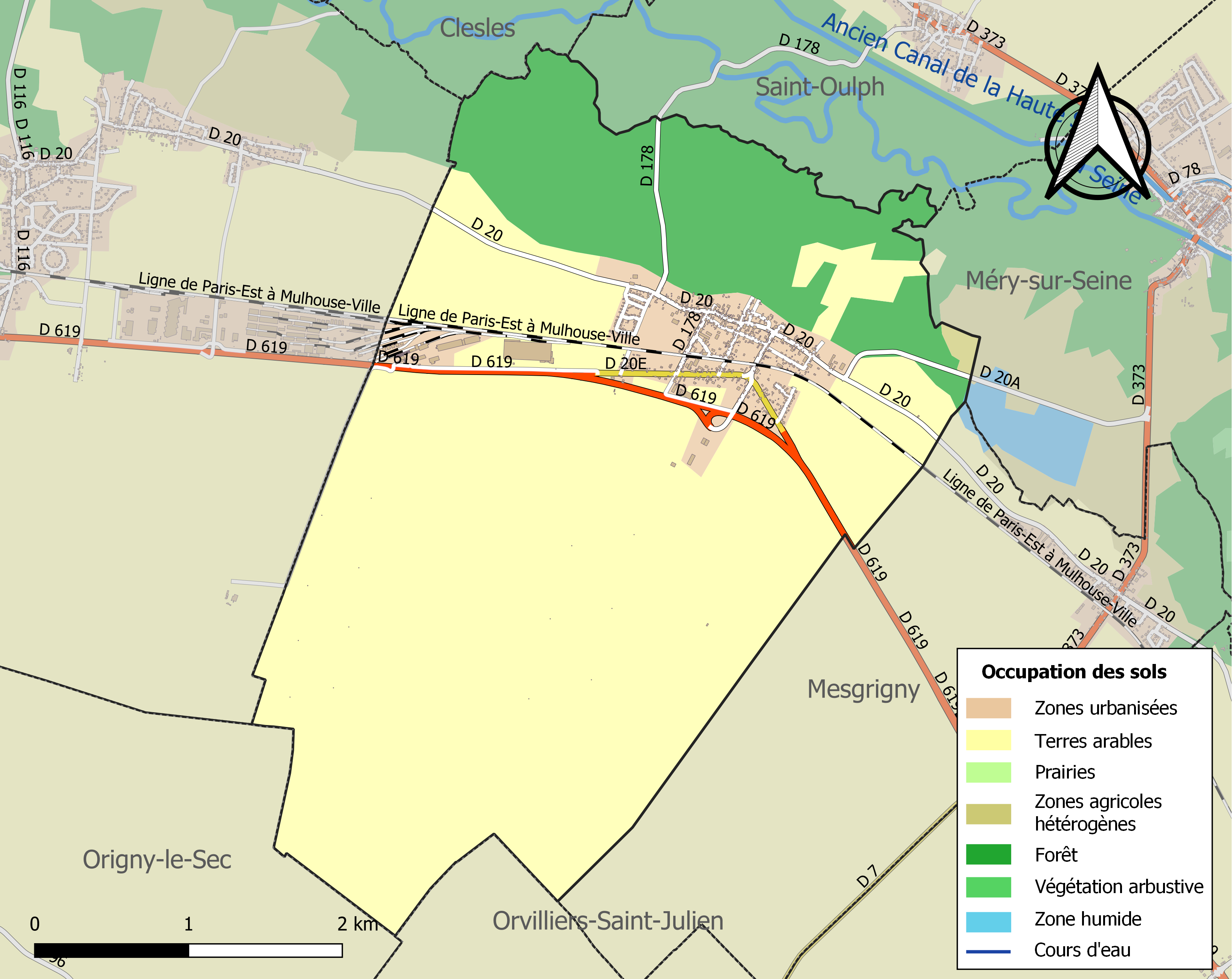
Carte des infrastructures et de l'occupation des sols de la commune en 2018 (CLC).

## Histoire
Proche des voies romaines de Saint-Germain et de Paris, un cimetière romain d'un hectare a été mis au jour, un cercueil fut aussi trouvé au lieu-dit la Chapelle.
Le fief relevait du château de Méry et était aux comtes de Champagne. Milon de Rigny est cité comme seigneur en 1172. La famille Le Roy est seigneur aux XVIe et XVIIe siècles et le dernier connu est Charles Lenesles-Delmon en 1750.
En 1789, le village dépendait de l'intendance et de la généralité de Châlons, de l'élection de Troyes et du bailliage secondaire de Méry.

## Politique et administration
| Période                                  | Période   | Identité           | Étiquette | Qualité |
| ---------------------------------------- | --------- | ------------------ | --------- | ------- |
| mars 2001                                | mars 2008 | Jean Gamba         |           |         |
| mars 2008                                | mai 2020  | Christian Loisance | MoDem     | Cadre   |
| mai 2020                                 | En cours  | Dominique Girard   |           |         |
| Les données manquantes sont à compléter. |           |                    |           |         |

## Population et société

### Démographie
L'évolution du nombre d'habitants est connue à travers les recensements de la population effectués dans la commune depuis 1793. Pour les communes de moins de 10 000 habitants, une enquête de recensement portant sur toute la population est réalisée tous les cinq ans, les populations de référence des années intermédiaires étant quant à elles estimées par interpolation ou extrapolation. Pour la commune, le premier recensement exhaustif entrant dans le cadre du nouveau dispositif a été réalisé en 2006.

En 2022, la commune comptait 705 habitants, en évolution de +0,57 % par rapport à 2016 (Aube : +0,7 %, France hors Mayotte : +2,11 %).
| 1793 | 1800 | 1806 | 1821 | 1831 | 1836 | 1841 | 1846 | 1851 |
| ---- | ---- | ---- | ---- | ---- | ---- | ---- | ---- | ---- |
| 373  | 431  | 483  | 449  | 500  | 553  | 585  | 683  | 600  |

| 1856 | 1861 | 1866 | 1872 | 1876 | 1881 | 1886 | 1891 | 1896 |
| ---- | ---- | ---- | ---- | ---- | ---- | ---- | ---- | ---- |
| 622  | 600  | 613  | 591  | 569  | 547  | 531  | 514  | 502  |

| 1901 | 1906 | 1911 | 1921 | 1926 | 1931 | 1936 | 1946 | 1954 |
| ---- | ---- | ---- | ---- | ---- | ---- | ---- | ---- | ---- |
| 484  | 474  | 457  | 458  | 466  | 452  | 465  | 458  | 499  |

| 1962 | 1968 | 1975 | 1982 | 1990 | 1999 | 2006 | 2011 | 2016 |
| ---- | ---- | ---- | ---- | ---- | ---- | ---- | ---- | ---- |
| 505  | 477  | 429  | 573  | 590  | 579  | 593  | 668  | 701  |

| 2021 | 2022 | - | - | - | - | - | - | - |
| ---- | ---- | - | - | - | - | - | - | - |
| 703  | 705  | - | - | - | - | - | - | - |

### Sports et loisirs
- La salle polyvalente
- Le stade de football
- L'air de loisirs et de jeux de 1 hectare, qui possède un city stade, un parcours de santé, un boulodrome, un espace pour les enfants, un arboretum...

## Culture locale et patrimoine

### Lieux et monuments
- L'église Saint-Remi de Reims était au doyenné de Marigny et à la collation de l'évêque, elle avait comme succursale Mesgrigny. Sa nef est du XIIe siècle dotée d'une abside à cinq pans, le reste remontant au XVIe siècle.

### Héraldique
| Blason de Châtres | Blason  | De sinople au chevron d'argent accosté en chef de deux gerbes de blé d'or et en pointe d'une couronne antique du même, au chef ondé cousu* d'azur chargé d'un soleil d'or. |
| Blason de Châtres | Détails | Adopté par la municipalité. |